# Wilhelm Frick
Wilhelm Frick, född 12 mars 1877 i Alsenz, död 16 oktober 1946 i Nürnberg, var en tysk jurist och nazistisk politiker. Frick spelade en betydande roll vid uppbyggandet och konsolideringen av den tyska nazistiska staten. Han var inrikesminister från 1933 till 1943 och riksprotektor för Böhmen-Mähren från 1943 till 1945.
Frick var en av de huvudansvariga för Tredje Rikets inrikespolitik och som sådan ställdes han inför rätta vid Nürnbergprocessen 1945–1946. Domstolen ansåg Frick vara skyldig till brott mot freden, krigsförbrytelser och brott mot mänskligheten och dömde honom till döden genom hängning.

## Biografi
Wilhelm Frick föddes 1877 i Alsenz som son till läraren Wilhelm Frick (1837–1918) och dennes hustru Henriette (född Schmidt; 1837–1893). Frick studerade filologi vid universitetet i München 1896 och sedan rättsvetenskap vid universiteten i Göttingen och Berlin mellan 1897 och 1900. 1901 promoverades han till juris doktor vid universitetet i Heidelberg.
Frick var en av Nationalsocialistiska tyska arbetarepartiets gamla partifunktionärer. Han deltog i Hitlers misslyckade ölkällarkupp i München den 8–9 november 1923. Han arresterades och dömdes till ett kortvarigt fängelsestraff. Senare arbetade han inom Münchens polisväsen och var under en tid chef för stadens kriminalpolis.

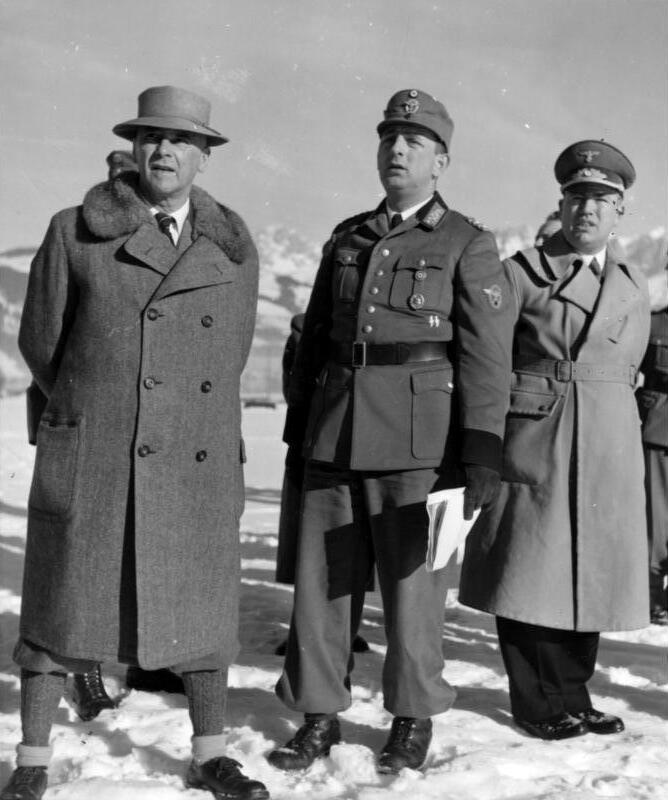
Wilhelm Frick (till vänster) med Orpos chef Kurt Daluege och Gauleiter Franz Hofer vid Großdeutsche alpine Skimeisterschaft i Kitzbühel i februari 1939.

När Hitler utnämndes till rikskansler och bildade regering den 30 januari 1933, utnämndes Frick till inrikesminister, en post som han innehade till i augusti 1943. Som inrikesminister var han ansvarig för de successivt företagna restriktioner och förbud som riktades mot judars medborgarskap och näringsverksamhet. Nürnberglagarna, 1935, bär hans signum. Frick gjorde ingenting för att förhindra övergreppen i samband med Kristallnatten i november 1938. Fricks betydelse som politiker började dock redan nu att försvagas, eftersom hans stora uppgift hade varit att hjälpa Hitler att legalt konsolidera dennes makt och etablera den totalitära polisstaten.

### Andra världskriget
När andra världskriget hade brutit ut 1939, intensifierades nazisternas eutanasiprogram, vilket innebar att ”icke önskvärda” individer som fysiskt och mentalt funktionshindrade systematiskt dödades. De ”eutanasiinstitut” (Tötungsanstalt), där dessa brott mot mänskligheten företogs, stod direkt under Fricks kontroll. Efter en tvist med Heinrich Himmler och SS 1943 entledigades Frick från sin post som inrikesminister och utnämndes istället till riksprotektor i Böhmen-Mähren, som efterträdare till den åldrige Konstantin von Neurath. Den reella makten i protektoratet låg dock hos den sudettyske politikern Karl Hermann Frank.

### Nürnbergprocessen
Frick lämnade Prag den 27 april 1945 och begav sig till Kempfenhausen i södra Bayern. Den 1 maj tågade amerikanska trupper in i München; dagen därpå överlämnade sig Frick. Han fördes till krigsfångelägret Camp Ashcan i Mondorf-les-Bains i Luxemburg, där även bland andra Hermann Göring, Joachim von Ribbentrop, Wilhelm Keitel och Alfred Jodl internerades. I november 1945 ställdes Frick och 21 andra politiker och militärer inför rätta inför den internationella militärtribunalen i Nürnberg. Frick anklagades enligt samtliga fyra åtalspunkter: 1) planerande av anfallskrig 2) brott mot freden 3) krigsförbrytelser och 4) brott mot mänskligheten. Frick var som inrikesminister bland annat ansvarig för germaniseringen av ockuperade territorier och massmordet på fysiskt och psykiskt funktionshindrade inom ramen för Aktion T4, Tredje rikets så kallade eutanasiprogram. I egenskap av riksprotektor för Böhmen-Mähren hade han låtit deportera tjeckiska judar till koncentrationsläger.

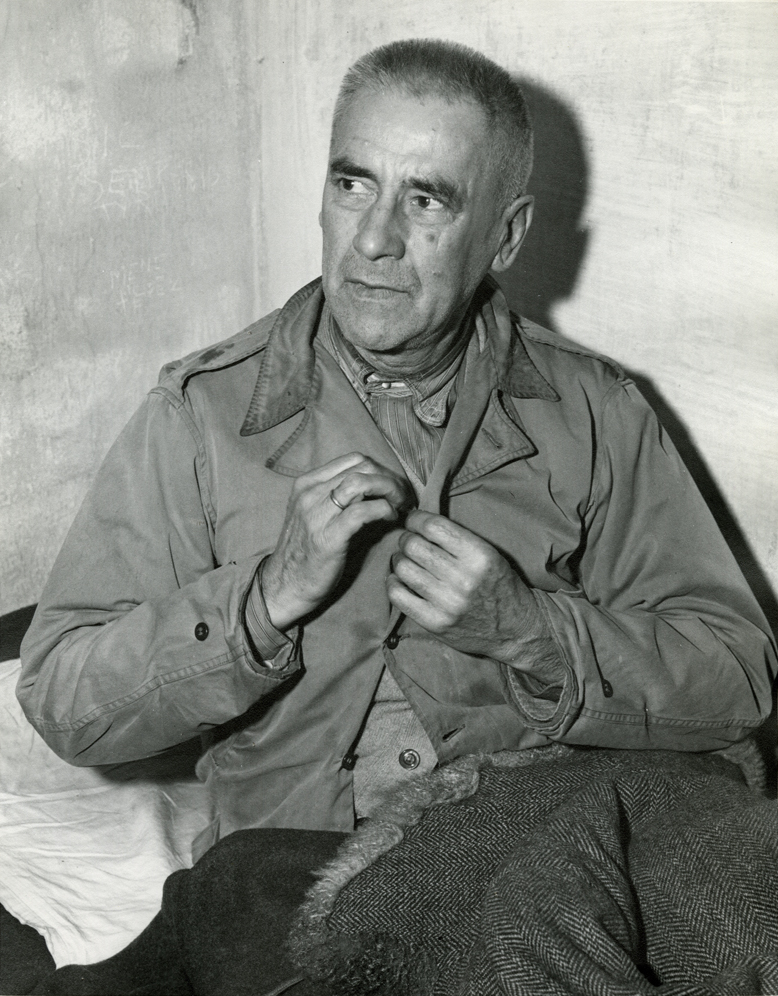
Wilhelm Frick i sin cell i Nürnberg.

Frick avböjde att avlägga vittnesmål i egen sak, då han ansåg det vara meningslöst att försöka försvara sig inför sina fiender. Fricks advokat, Otto Pannenbecker, bestred inte åklagarnas anklagelser mot hans klient. I sitt slutanförande inför rätten den 31 augusti 1946 yttrade Frick:
| ” | Jag har rent samvete beträffande åtalet. Hela mitt liv har jag tjänat mitt folk och mitt fädernesland. Till dem har jag ägnat mitt allra bästa för att lojalt fullgöra min plikt. Jag är övertygad om att ingen patriotisk amerikan eller medborgare i något annat land skulle ha agerat annorlunda i mitt ställe, om hans land hade befunnit sig i samma situation. Om jag hade agerat annorlunda hade jag brutit mot min trohetsed och gjort mig skyldig till högförräderi. I fullgörandet av mina juridiska och moraliska skyldigheter tror jag att jag har förtjänat straff lika mycket som tiotusentals trogna tyska tjänstemän och ämbetsmän inom den offentliga sektorn som redan har kvarhållits i läger i över ett år bara för att de gjorde sin plikt. Jag är, som minister, dem i plikt och ära förbunden att här i tacksamhet minnas dem. | „ |

Tribunalen friade Frick på den första åtalspunkten, men fällde honom på punkterna 2, 3 och 4, det vill säga brott mot freden, krigsförbrytelser och brott mot mänskligheten. Han och tio andra åtalade dömdes till döden och avrättades genom hängning den 16 oktober 1946, som skulle utföras av sergeanten John C. Woods och militärpolisen Joseph Malta (1918–1999). Enligt uppgift skall han som reaktion på dödsdomen ha yttrat: ”Hängning – jag väntade mig ingenting annat ... Nåja, jag hoppas de gör det snabbt.” Frick var den sjätte man som avrättades den 16 oktober 1946. Han sista ord vid galgen var: ”Länge leve det eviga Tyskland!” Falluckan var dock för liten, vilket ledde till att Frick ådrog sig skallskador som han fick när han slog i falluckans kanter, vilket också hände flera av de andra som avrättades. 
Efter avrättningen fotograferades Fricks döda kropp. Senare samma dag transporterades hans kropp jämte de andra avrättades samt Görings till ett hus vid Heilmanstrasse i München-Solln, som amerikanska armén hade använt som bårhus. Allierade myndigheter inspekterade kropparna, varefter dessa kremerades. Askan ströddes i den närbelägna bäcken Conwentzbach, ett biflöde till Isar.

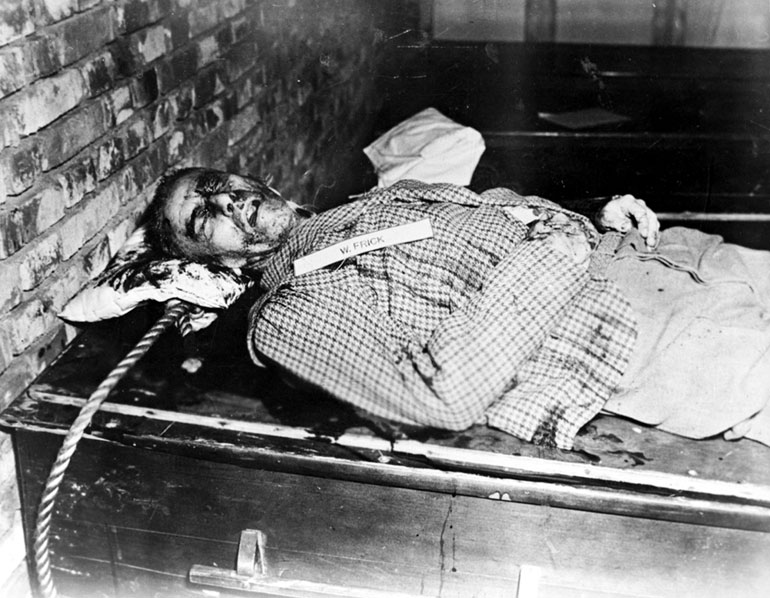
Wilhelm Frick efter avrättningen.

## Utmärkelser i urval
- Blodsorden
- NSDAP:s partitecken i guld
- Storkorset av Tyska örnens orden